# Renthendorf
Renthendorf település Németországban, azon belül Türingiában. Lakosainak száma 403 fő (2023. december 31.). Renthendorf Eineborn és Tautendorf községekkel határos.

## Népesség
A település népességének változása:
| Lakosok száma | 400  | 403  | 386  | 391  | 403  |
|               | 2017 | 2019 | 2021 | 2022 | 2023 |